# Río Purús
El río Purús (en portugués, rio Purus, "jíu purús") es un gran río localizado principalmente en Brasil pero con sus nacientes en Perú. Es uno de los principales afluentes del río Amazonas. Es un río muy sinuoso, con agua blanca y exuberante naturaleza. Es el último gran afluente de la margen derecha del río Solimões (nombre dado solamente en Brasil al Río Amazonas antes de la reunión con el río Negro). Debido a su alta riqueza de especies y su alta productividad, está sufriendo una gran explotación humana: pesca, caza, tala y agricultura. 
Su longitud total es de unos 2960 km, su cuenca hidrográfica de 365 000 km² y su caudal medio de 10 970 m³/s. 

## Geografía
El río Purús nace en el Perú, a una altitud de unos 500 m s. n. m., en la sierra de Contamana (región Ucayali), con varias cabeceras en las colinas de Arco Fitzcarraldo, que se encuentra en la selva baja peruana de los departamentos de Ucayali y Madre de Dios. Este conjunto de cabeceras representa una de las más inaccesibles del Perú y están próximas a las del río Mayutata. Se dirige al noroeste y marca durante 38 km la frontera internacional entre Perú y Brasil. A continuación, entra en Brasil por el estado de Acre en Santa Rosa do Purus, pasando por el municipio de Manoel Urbano. Luego se interna en el estado de Amazonas por el puerto fluvial de Boca do Acre, donde por la derecha recibe las aguas  del río Acre (o Aquiry), su principal afluente, a unos 1780 km del Amazonas. 
Sigue por el estado de Amazonas hasta desaguar por la orilla derecha en el río Solimoes, aguas arriba de Manaus, entre el río Yuruá, al este y el río Madeira al oeste. Corre a través de un bosque continuo en la parte inferior de la gran depresión situada entre el río Madeira, que bordea el final de la meseta de arenisca brasileña, y el río Ucayali que abraza la base de los Andes. 
Una de sus características más destacadas son los cinco furos paralelos, que, poco antes de la confluencia, le unen al Amazonas que desde el noroeste, y a intervalos casi regulares, vierte en él parte de sus aguas ( el más al sur-oeste, está a unos 240 km aguas arriba de la confluencia entre ambos ríos). Este sistema particular ocupa una gran depresión inundable y cortan la tierra en cinco islas. Más abajo del río Purfis a la derecha, tres pequeños furos también le conectan con el Amazonas.
Su anchura es muy uniforme durante un largo tramo de unos 1.600 km y en 1.300 km su profundidad no es nunca inferior a 15 m. Es uno de los ríos más tortuosos del mundo, y su longitud en línea recta, entre su origen y su desembocadura, es menos de la mitad que la que describen sus meandros. Su curso se caracteriza por ese aspecto meándrico y por el agua barrienta, rica en sedimentos andinos, que se clasifica como un río de aguas blancas. 
De vez en cuando, un acantilado se asoma al río, pero en general, las tierras próximas sufren inundaciones anuales a lo largo de todo su curso y el nivel puede llegar a crecer a veces más de 15 m, formándose numerosos lagos a derecha e izquierda que actúan como embalses. En esas zonas es prácticamente solo una zanja de drenaje para las tierras que atraviesa, medio sumergidas, casi un lago inundado.

## Afluentes
Los principales afluentes del río Purus son los siguientes:
- Río Chandless, afluente peruano por la orilla derecha, con una longitud de 370 km, que desemboca en Terra Nova.
- Río Yaco, afluente por la orilla derecha que nace en Perú, con una longitud de 480 km, y desemboca en Boca do Iaco.
- Río Acre, principal afluente por la orilla derecha, con una longitud de 650 km, que desagua en el puerto fluvial de Boca do Acre, tras atravesar la capital del estado de Acre, Río Branco (290 639 hab. en 2007).
- Río Santa Rosa, afluente por la orilla izquierda.
- Río Inauinii, afluente por la orilla izquierda.
- Río Pauini, afluente por la orilla izquierda, con una longitud de 450 km, que pasa por Fortaleza do Ituxi, Boa Vista y Toari.
- Río Sepatini, afluente por la orilla derecha, con una longitud de 310 km, que desemboca aguas abajo de la localidad de América.
- Río Ituxi, afluente por la orilla derecha, con una longitud de 640 km, que desemboca un poco por encima de la localidad de Labrea. Es un río con una subcuenca importante, con afluentes como el ndimari, Curequetê, Ciriquiri y Arauã.
- Río Mucuim, afluente por la orilla derecha, con una longitud de 350 km, que desemboca aguas abajo de la localidad de Canutama (9880 hab. en 2005).
- Río Tapauá, afluente por la orilla izquierda, con una longitud de 640 km, que desemboca en la localidad de Camaruã. Su principal afluente es el río Pinhuã.
- Río Itaparaná, afluente por la orilla derecha, que desemboca en la localidad de Tapauá (17 693 hab. en 2005).
- Río Itaparaná, afluente por la orilla derecha, que también desemboca en Tapauá.

## Actividades pesqueras
Aproximadamente el 40% del desembarco pesquero en la ciudad de Manaos, proviene de sus lagos inundables. Existen grandes reservas naturales en su ámbito de aplicación: la Reserva Biológica de Abufari y la Reserva de Desarrollo Sostenible de Piagaçu-Purus (ambas en el estado de Amazonas) y el Bosque Estatal Chandless (en Acre). 
Debido a que es un río internacional (Perú y Brasil) e interestatal (Acre y Amazonas), la base de las acciones orientadas al desarrollo de la región no puede limitarse a los aspectos geopolíticos y deben ser coherentes con el concepto de cuenca hidrográfica, y respetar los aspectos culturales y la economía de la región. 
En el estado de Acre, la población a orillas del río Purus es de aproximadamente 3.500 habitantes, divididos entre los municipios de Manuel Urbano y Santa Rosa del Purus. En los márgenes del río Yaco, uno de sus afluentes importantes, en el municipio de Sena Madureira (Acre), viven aproximadamente 4,590 personas.

## Navegación
El río Purus es navegable unos 2840 km, casi hasta ser casi un pequeño arroyo, el río Curumaha, pero solo para embarcaciones de poco calado. Es navegable un período de aproximadamente cinco meses al año, cuando el valle del Purus está inundado; en los restantes siete meses, solo pueden ascender suficiente arriba canoas para comunicarse con los asentamientos en los distritos de Mayutata y el bajo Beni, por lo que esas regiones se ven obligadas a buscar una salida en canoa para sus ricos productos por el curso muy peligroso, costoso y laborioso de las cataratas del río Madeira.

## Historia
William Chandless, el explorador inglés que en la década de 1860 exploró en profundidad la cuenca amazónica, encontró que su elevación sobre el nivel del mar era de solo 33 m a 950 km de su boca. Chandless ascendió por el río 3000 km, y observó que a los 2880 km se bifurcaba en dos pequeños arroyos. En su honor, uno de los afluentes del curso alto, que nace en tierras peruanas, lleva su nombre, río Chandless.